# Marnitz
Marnitz ist ein Ortsteil der Gemeinde Ruhner Berge im Südosten des Landkreises Ludwigslust-Parchim in Mecklenburg-Vorpommern (Deutschland).
Die zuvor selbständige Gemeinde Marnitz wurde zum 1. Januar 2019 mit den Nachbargemeinden Suckow und Tessenow zur neuen Gemeinde Ruhner Berge zusammengeschlossen. Die Gemeinde Marnitz wurde vom Amt Eldenburg Lübz mit Sitz in der Stadt Lübz verwaltet.

## Geografie
Marnitz liegt etwa 15 km südöstlich von Parchim. Im waldreichen Süden des ehemaligen Gemeindegebiets liegen die Ruhner Berge, welche mit bis zu 176,8 m ü. NHN die zweithöchste Erhebung in Mecklenburg-Vorpommern darstellen. Hier entspringt die Mooster, die das ehemalige Gemeindegebiet mit einem östlichen Bogen nordwärts durchfließt. In ihr mündet der an der westlichen Grenze der ehemaligen Gemeinde verlaufende Mühlenbach. Im Nordosten des ehemaligen Gemeindegebiets befindet sich der Treptowsee im Waldgebiet Pankower Tannen.
Die Höhe von Marnitz über dem Meeresspiegel fällt von den Ruhner Bergen nach Nordosten auf etwa 55 m ab.
Zur Gemeinde Marnitz gehörten die Ortsteile Jarchow, Leppin, Marnitz und Mooster.

### Verkehrsanbindung
Marnitz liegt an der Bundesstraße 321, von der in Marnitz eine Verbindungsstraße nach Grabow abzweigt. Durch das ehemalige Gemeindegebiet führt die Bundesautobahn 24, die über die Anschlussstelle Suckow erreichbar ist. Die Bahnstrecke Parchim–Suckow mit Bahnhof in Marnitz wurde 1947 abgebaut.

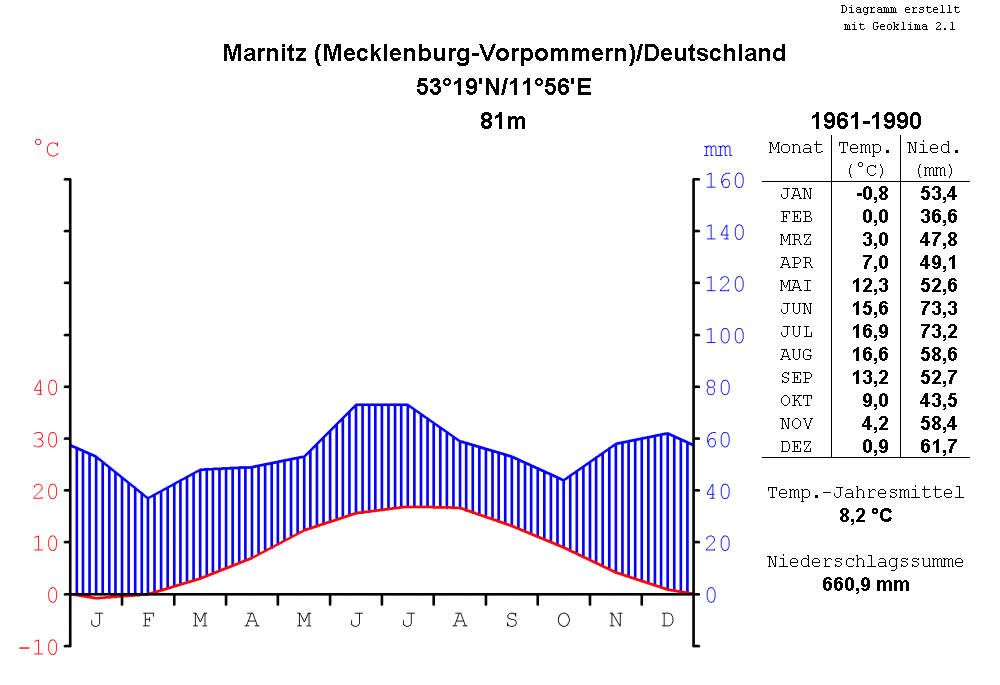
Klimadiagramm für Marnitz

### Klima
Marnitz liegt im Klimagebiet des maritim beeinflussten Binnentieflandes. Die mittlere Temperatur der Jahre 1960 bis 1990 betrug 8,2 °C. In dieser Zeit fielen durchschnittlich 661 mm Niederschlag je m² und Jahr. Das Temperatur-Jahresmittel für 2006 lag 1,6 °C über dem langjährigen Mittel. Seit 1951 gemessene Extremwerte für Marnitz sind 36,5 °C im August 1994 und −24,7 °C  Dezember 1969.

## Geschichte
1275 wurde Marnitz als Merniz erstmals urkundlich erwähnt. Herzog Albrecht erwarb 1358 Burg und Land Marnitz. Die Gegend wurde somit mecklenburgisch. 1373 musste der Herzog Marnitz an seine Ritter von Plessen verpfänden, weil er die Kriegskosten an sie nicht zahlen konnte. Im Jahr 1492 wird erstmals Damoster, eine heutige Wüstung nahe Marnitz, erwähnt. Ab 1505 gehörte Marnitz dem Adelsgeschlecht Bülow. Im Jahr 1627 wurde Marnitz wieder herzoglich. Von 1731 bis 1788 wurde die Gegend an Preußen verpfändet und von diesen besetzt gehalten. Im Jahr 1920 wurde Marnitz dem Kreis Parchim zugewiesen. Nach dem Zweiten Weltkrieg und der Gründung der DDR gehörte Marnitz erst zum Land Mecklenburg und dann zum Bezirk Schwerin. 1959 wurde die Landwirtschaftliche Produktionsgenossenschaft (LPG) gegründet. 1982 wurde der im Gemeindegebiet liegende Ort Ruhn am Südhang des Ruhner Bergs aufgegeben und abgerissen. Seit der Wende 1990 gehört Marnitz zum Land Mecklenburg-Vorpommern und ab dem 1. Juli 2004 zum Amt Eldenburg Lübz.
Der Name stammt vom altslawischen mirŭ für Frieden ab und bedeutet so der friedliche Ort oder deutet auf den Lokator Miron hin, also Ort des Miron.
Jarchow wurde erstmals im Jahr 1323 als Gargowe urkundlich erwähnt. Der Name stammt vom altslawischen grahŭ für Erbse, der Name bedeutet also Erbsenort.
Leppin wurde im Jahr 1604, (Leppinische Glashütte) erstmals urkundlich erwähnt. Der Ort dürfte aber wesentlich älter sein. Der Ort bekam seinen Namen vom slawischen Lokator Lêpa von lêpŭ (Der Schöne), also  Ort des, der Lêpa.

## Politik

### Wappen
| Wappen von Marnitz | Blasonierung: „In Gold über blauem Schildfuß, darin fünf (3:2) goldene Kugeln, ein schreitender, den linken Vorderfuß anhebender schwarzer Stier mit aufgeworfenem Schweif.“ |
| Wappen von Marnitz | Wappenbegründung: Das Wappen beinhaltet die leicht veränderte Symbolik der für die Entwicklung von Marnitz bedeutenden Familien von Plessen - in Gold ein schreitender schwarzer Stier - und von Bülow - in Blau vierzehn goldene Kugeln, deren Zahl auf fünf reduziert wurde. Durch den Zusammenschluss der drei Gemeinden Marnitz, Suckow und Tessenow zur neuen Gemeinde Ruhner Berge, verlor das Gemeindewappen zum 1. Januar 2019 seinen Status als Hoheitszeichen. Es kann aber weiterhin von den Bewohnern als Identifikationssymbol und als Zeichen der Verbundenheit mit ihrem Ort genutzt werden. Das Wappen und die Flagge wurde von dem Schweriner Heraldiker Karl-Heinz Steinbruch gestaltet. Es wurde am 14. April 2000 durch das Ministerium des Innern genehmigt und unter der Nr. 206 der Wappenrolle des Landes Mecklenburg-Vorpommern registriert. |

### Flagge

Flagge des Ortsteils Marnitz

Die Flagge wurde am 19. Juli 2001 durch das Ministerium des Innern genehmigt.
Die Flagge ist gleichmäßig längs gestreift von Blau und Gelb. In der Mitte des Flaggentuchs liegt, auf jeweils zwei Drittel der Höhe des blauen und des gelben Streifens übergreifend, das Ortsteilwappen. Die Länge des Flaggentuchs verhält sich zur Höhe wie 5:3.

## Kultur und Sehenswürdigkeiten
→ Siehe auch: Liste der Baudenkmale in Marnitz

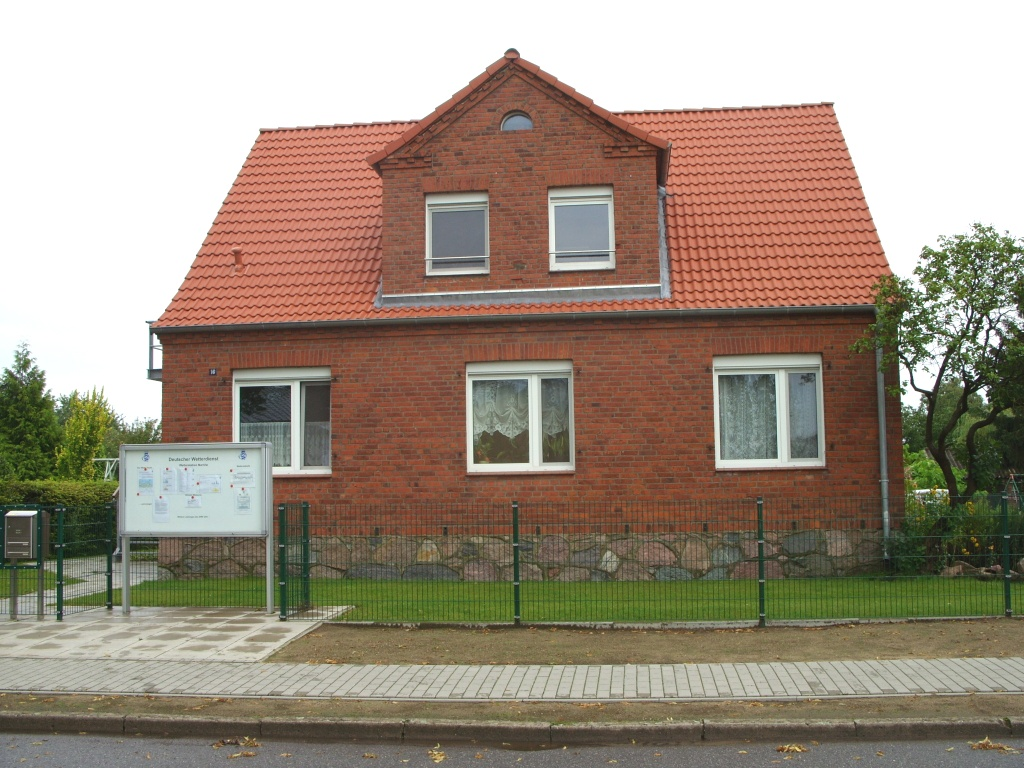
Wetterstation Marnitz

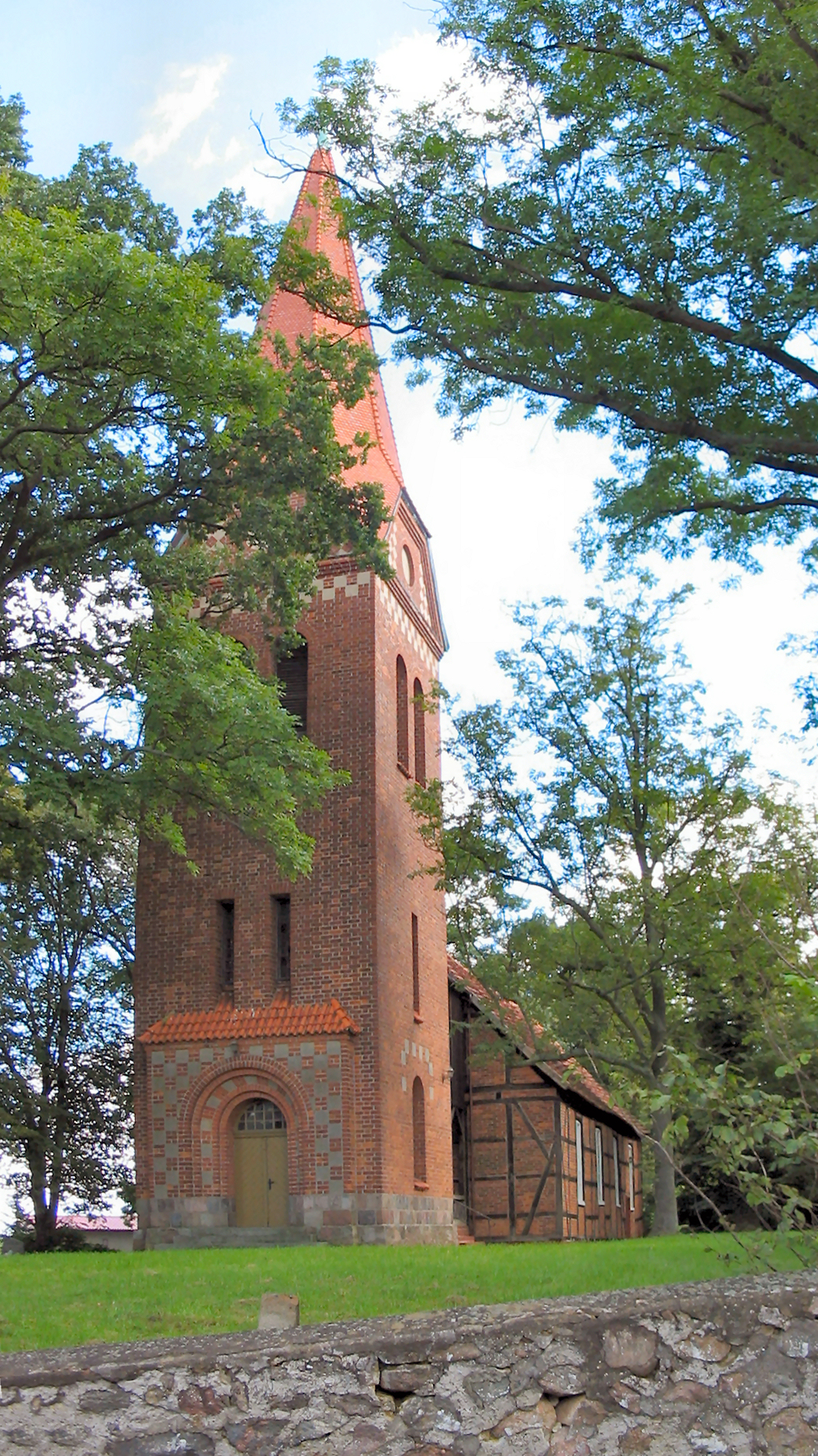
Kirche „St. Georg“ zu Marnitz

- Die Kirche Marnitz ist eine Saalkirche aus dem 18. Jahrhundert, die im Jahr 1912 um einen Westturm erweitert wurde. Im Innenraum steht unter anderem ein Altar aus der Bauzeit.
- Wetterstation Marnitz: Im Jahr 1864 gründete der ortsansässige Lehrer C. H. Tarnke eine der ältesten Wetterstationen Mecklenburgs in Marnitz. Interesse an der Beobachtung des Wettergeschehens gab es im Ort durch die Tatsache, dass durch die geografische Lage an den nördlichen Ausläufern der Ruhner Berge, Gewitter nur selten über der Ortschaft hereinbrechen, sondern durch die Erhebungen aufgefangen zu werden scheinen. Zudem ist durch die Höhenlage das Wetter in Marnitz rauer als im restlichen Land. Die regelmäßigen Wetterbeobachtungen notierte Tarnke und leitete sie damals noch an das Großherzogliche Statistische Büro Schwerin und das Preußische Meteorologische Institut in Berlin weiter, wo die Daten ausgewertet und veröffentlicht wurden. Seit Entstehung der Station wurde der Standort mehrfach verlegt und befindet sich seit 1946 in der Bahnhofsstraße. Seit Einführung teilweise automatisierter Messwerterfassungen 1975 wurden stündlich Messwerte ermittelt. Seit 1999 ist die jetzt vom Deutschen Wetterdienst betriebene Wetterstation mit einem Intranetanschluss ausgestattet, über den die im 10-Minuten-Takt erfassten Daten stündlich ins Datennetz übertragen werden. Vor dem Gebäude der Wetterstation ist ein Schaukasten aufgestellt, der Interessierten aktuelle Wetterdaten sowie Statistiken zeigt. Messinstrumente sind auf dem Hinterhof zu sehen.[4]
- Ruhner Aussichtsturm; 32 m hoch
- Todesmarsch-Gedenktafel von 1976 an der Ecke Grabower/Parchimer Straße für die Opfer des KZ Sachsenhausen, die von der SS ermordet wurden
- In Leppin: „Die Uhr, die um die Ecke geht“, eine Uhr mit winkligem Zifferblatt
- 40 m hohe Eiche im Ruhner Wald mit einem Stammdurchmesser von 5,21 m
- Landschaftsschutzgebiet Mooster

## Persönlichkeiten

### Söhne und Töchter der Gemeinde
- Franz Waterstradt (1872–1914), Agrarwissenschaftler
- Hermann Prieß (1901–1985), Offizier der Waffen-SS, nach Ende des Zweiten Weltkriegs als Kriegsverbrecher verurteilt
- Heinrich Stock (1930–2007), Politiker (CDU)

### Personen, die mit der Gemeinde in Verbindung stehen
- Albert Lüders, alias Albertus Luderus (um 1627–1675), Priester in Marnitz, er endete nach einem Todesurteil in Schwerin auf dem Scheiterhaufen[9]